# Орнелла Муті

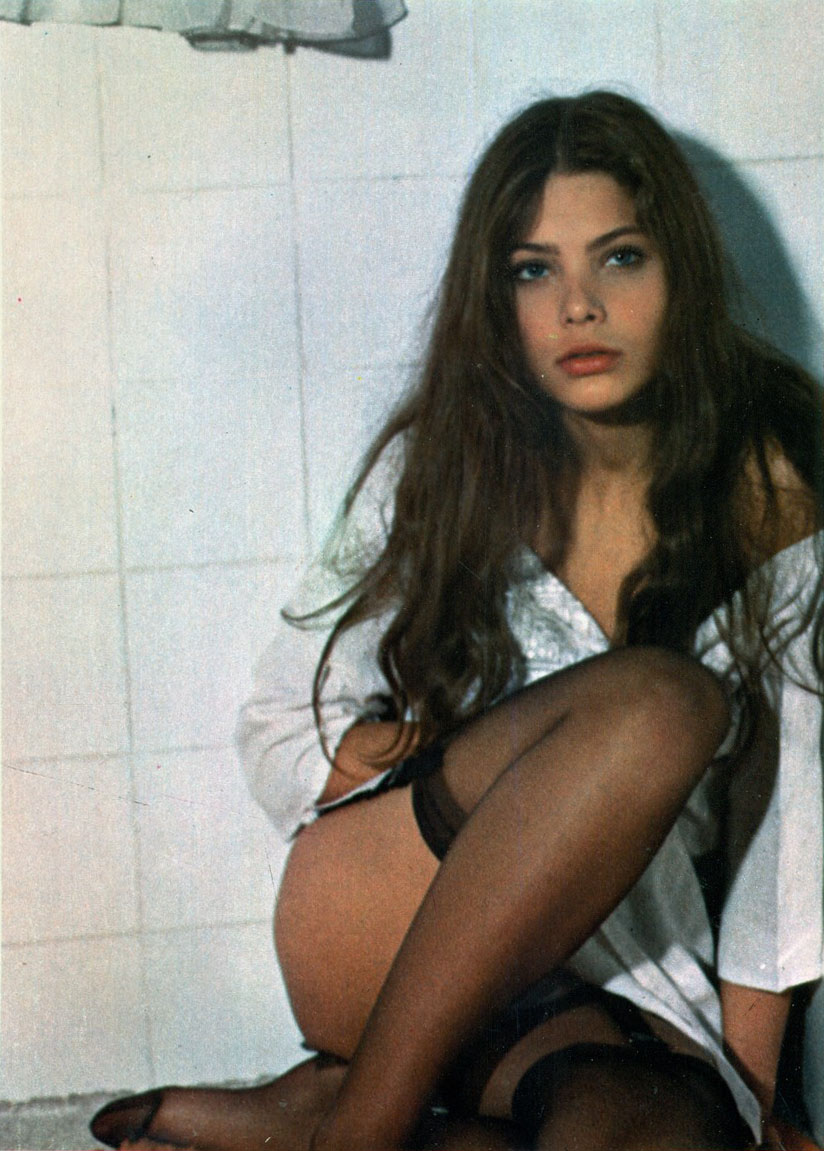
Орнелла Муті у фільмі Appassionata, 1974

Франческа-Романа Рівеллі (італ. Francesca Romana Rivelli), відома як Орне́лла Му́ті (італ. Ornella Muti); 9 березня 1955, Рим, Італія) — італійська акторка та модель. Одна з найвідоміших італійських акторок, Муті отримала низку нагород: одного «Давид ді Донателло» (1976); два Золотих кубки як найкраща акторка (1979) та життєві досягнення (1998); три «Золоті глобуси» як найкраща акторка (1982, 1988) та за життєві заслуги (2007); три «Золоті хлопавки» як найкраща акторка (1988, 1989) та спеціальну нагороду (2018); нагороду Пазінетті для акторок на Венеціанському кінофестивалі (1988); і дві «Срібні стрічки» за найкращу жіночу роль (1988, 1989); входила до п'яти номінацій, у тому числі — двох як найкраща акторка другого плану. Муті також тричі номінувалася за найкращу жіночу роль на премії «Давид ді Донателло» (1982, 1988, 1989) і одного разу на «Європейський кіноприз» за найкращу жіночу роль (1988).
За свою кар'єру Муті грала в різних жанрах, працюючи з такими режисерами, як Даміано Даміані, Маріо Монічеллі, Діно Різі, Марко Феррері, Карло Вердоне, Етторе Скола, Джон Лендіс, Франческа Аркібуджі, Вуді Аллен, Паоло Вірдзі, Умберто Ленці та Франческо Нуті.

## Життєпис
Батько Франчески-Романи Рівеллі, уродженець Неаполя, був журналістом, а мати, Ільзе Ренате Краузе, за національністю естонка, працювала скульпторкою. Бабуся та дід по лінії матері походили з Санкт-Петербурга. У неї є старша сестра Клаудія Рівеллі, теж акторка, яка у 1970-х брала участь у створенні фотороманів.

### Ранні роки
Першу роль в кіно Франческа Рівеллі зіграла у 14 років, у драмі Даміано Даміані 1969 року «Найвродливіша дружина» втіливши головну героїню, натхнену історією 17-річної Франки Віоли, яка у 1965 році збурила суспільну мораль, подавши в суд на чоловіка, який викрав і ґвалтував її, замість вступати з ним в «шлюб заради збереження честі», як того вимагала традиція.
Оскільки вже була акторка з її прізвищем — Луїза Рівеллі, режисер дав їй псевдонім: від Орнелли з трагедії «Дочка Лоріо» Габріеле Д'Аннунціо та прізвища від Олени Муті, головної героїні роману «Задоволення».
Серед перших ролей Муті стали фільми, зняті як в Італії, так і за її межами (зокрема, «Сонце на шкірі» та «Ідеальне місце для вбивства» Умберто Ленці 1971 року, іспанські картини «Велике кохання», «Добрані переживання», «Секретарка», «Коханка-підліток») та участь, разом з її сестрою, у фотороманах, у яких вона вказана як Франческа Рівеллі.

### Кіноуспіхи 1970-х—1980-х
Відправною точкою акторської кар'єри Орнелли Муті стала участь у фільмі «Народний роман» (1974) режисера Маріо Монічеллі, у ролі красуні Вінченціни з Уго Тоньяцці, який зіграв міланського робітника Базлетті. Фільм мав великий успіх й приніс Муті популярність, попри те, що під час зйомок вона була вагітна.
Іншими примітними роботами Муті 1970-х стали фільми: «Як троянда у носі» режисера Франко Россі, за участю Вітторіо Ґассмана; «Кімната єпископа» та «Остання любов» режисера Діно Різіроль, у обидвох зіграла з Уго Тоньяцці; «Нових чудовиськах» тріо Монічеллі-Різі-Скола, номінованого на «Оскар» за найкращий іноземний фільм у 1979 році; «Остання жінка» (1976) Марко Феррері, де її партнером по майданчику став Жерар Депардьє.
1980 року на екрани вийшов фільм «Життя прекрасне» режисера Григорія Чухрая, у якому Муті виконала головну роль. В цей час Феррері знову запропонув Муті роль у фільмі «Історія звичайного божевілля», за сценарієм однойменного роману Чарльза Буковскі, написаним у співавторстві самим режисером з Серджо Амідеї. Фільм, дія якого відбувається в Лос-Анджелесі 1980 року, вийшов наступного року і був відібраний для участі у Венеціанському кінофестивалі. Персонажка Муті — Касс, молода суїцидальна повія, жертва краси, яка придушує її і не дозволяє їй бути коханою такою, якою вона себе вважає. Пізніше Муті зіграла злу принцесу Ауру в американському блокбастері «Флеш Гордон» Майка Ходжеса та разом з Клаусом Кінскі у трилері «Любов і гроші» режисера Джеймса Тобака. Також знялася у кількох фільмах американського виробництва й відмовилася від головної ролі (пізніше отриманої Кароль Буке) у фільмі «Тільки для ваших очей» про суперагента Джеймса Бонда через те, що її художник по костюмах Вейн Фінкельман не був найнятий для постановки. У цей же період знялася з Адріано Челентано у «Приборканні норовистого» та «Шалено закоханому» Кастеллано і Піполо; з Ренато Поццетто у картині «Ніхто не ідеальний» і «Бідному багатії»; а також з Беном Газзарою у «Дівчині з Трієста» у ролі психопатки Ніколь, режисера Паскуале Фести Кампаніли. У 1983 році Муті знялася з Паоло Вілладжо у фільмі «Бонні і Клайд по-італійськи» режисера Стено. 1984 року Муті зіграла у «Майбутньому за жінкою», ще одному фільмі Феррері, запрошеному на Венеціанський кінофестиваль; і, перш за все, «Коханні Свана» режисера Фолькера Шлендорфа, разом з акторами Джеремі Айронсом, Фанні Ардан і Аленом Делоном, де виконала роль Одетт, інтерпретуючи героїню роману Марселя Пруста про неможливе кохання. Надалі інтерпретації Орнеллою Муте героїнь за різними творами стали відомі у всьому світі й висвітлювалися у журналі «Time».
Муті також почала кар'єру на телебаченні: у 1984 році з Джонні Дореллі брала участь у передачі «Risatissima». Окрім цього, до числа її найкращих кіноробіт другої половини 1980-х років увійшли: «Хроніка передбачуваної смерті» Франческо Розі, «Приватний код» Чітто Мазеллі (за яку вона отримала номінацію на європейську премію «Оскар» як найкраща акторка), «'годин» Луїджі Маньї та «Подорож капітана Фракасса» Етторе Сколи.

### 1990-ті

З Адріано Челентано, кадр з фільму «Приборкання норовистого» (1980)

1991 року Муті зіграла у американських фільмах «Оскар» Сильвестра Сталлоне та «Одного разу, порушивши закон». Наступного року взяла участь у безуспішній комедії «Не називай мене Омаром» режисера Серджо Стаїно, заснованій на оповіданні «Голий і сирий» сатирика Франческо Тулліо Альтана. Будучи добре відомою у Франції, Муті часто з'являлася на французькому телебаченні як вигадана акторка, і як комерційна модель. У 1994 році Муті була найкрасивішою жінкою світу американським журналом «Class». Наступного року вона зіграла в італо-іспанському фільмі «Двомовний коханець» режисера Вісенте Аранди. Іншою примітною роллю 1990-х стала «Брудна пані» Маріо Монічеллі.

### 2000-ні—2010-ті
Цього періоду Орнелла Муті працювала лише з такими режисерами, як: Франческа Аркібуджі, Азія Ардженто та Елеонора Джорджі, яка обрала її для свого режисерського дебюту «Чоловіки та жінки, кохання та брехня». 2006 року Муті знялася в художньому фільмі компанії RAI «Завтра буде новий день», 2007-го її знову запросив Чітто Мазеллі для зйомок у документальному фільмі «Громадянський нуль».
У 2012 році Муті взяла участь у фільмі Вуді Аллена, знятому в Італії, «Римські пригоди», де працювала з Роберто Беніньї, Алеком Болдвіном, Пенелопою Крус та самим Алленом. Наступного року разом зі своєю дочкою Найке Рівеллі Муті стала головною героїнею відеокліпу та пісні, спродюсованої Александрою Даміані «Queen Of The Dancefloor». У 2017 році її участь в італійському телесеріалі «Сирени», спродюсованому RAI, принесла їй нову хвилю популярності серед молоді. 2018 року Муті знялася в серіалі «Amami!Web».

### 2020-ті

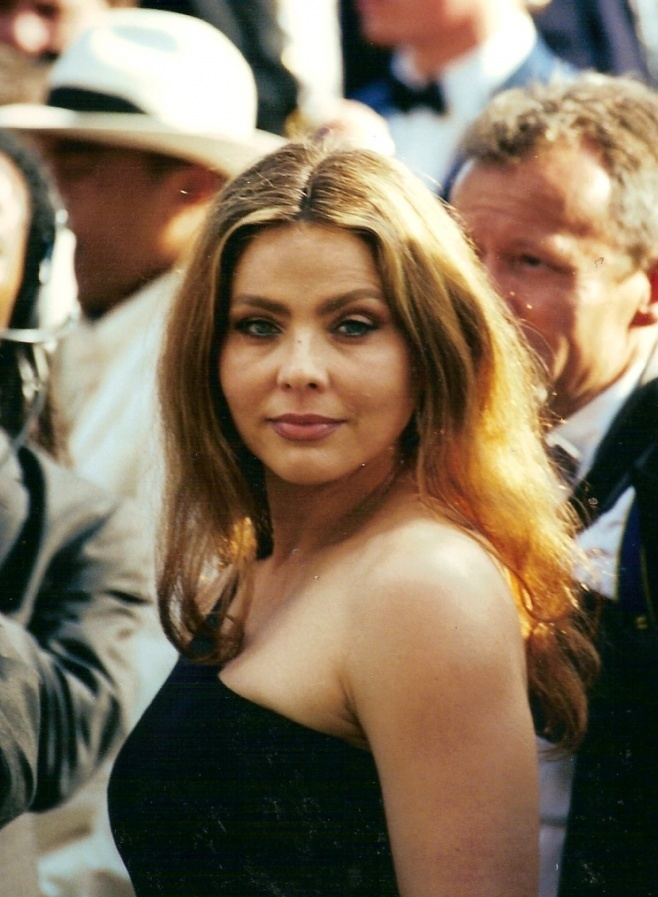
Орнелла Муті у 2000 році

У 2022 році Муті разом з Амадеусом вела перший вечір 72-го сезону фестивалю в Санремо. Також вона озвучувала короткометражний фільм «Героям нашого часу», присвячений працівникам охорони здоров'я, які беруть участь у боротьбі з пандемією COVID-19.

## Правопорушення та Росія
6 липня 2017 року Апеляційний суд Трієста засудив Орнеллу Муті до 6 місяців тюремного ув'язнення та штрафу у розмірі 500 євро за шахрайство та підробку документів. У 2010 році вона мала зіграти головну героїню у виставі «Євреї» в Театрі Верді в Порденоне, за постановкою Джанні Клементі, за що їй пропонували гонорар у 24 000 євро. Але вона оголосила себе хворою і пред'явила фальшиву медичну довідку про гострий трахеїт з гарячкою та кашлем. У довідці значилося, що вона не зможе користуватися голосом протягом п'яти днів. Хоча насправді вона цим часом 10 грудня 2010 року відвідала благодійний вечір у Санкт-Петербурзі на запрошення Володимира Путіна, отримане кількома місяцями раніше. У підсумку їй дали умовний термін з виплатою компенсації у 30 000 євро фріульському театру. Вирок було остаточно затверджено Касаційним судом 13 червня 2019 року.

## Особисте життя
У 1970 році на зйомках фільму «Найвродливіша дружина» Орнелла Муті познайомилася з Алессіо Орано. Через п'ять років одружилася (1975—1981). Другим чоловіком став Федеріко Факінетті (1988—1996).
Між 1980—1981 роками, під час зйомок у фільмах «Приборкання норовливого» і «Шалено закоханий», мала роман з Адріано Челентано. Муті заради Челентано розлучилася, однак він не вчинив відповідно. В інтерв'ю російському телеканалу ТВЦ у 2011 році Муті підтвердила роман з Челентано: «У акторів це нормально — любов на час фільму…». 2014 року Челентано теж підтвердив факт минулого роману з Муті.
Після цивільного шлюбу з пластичним хірургом Стефано Пікколо, який тривав до 2008 року, зустрілася з підприємцем Фабрісом Керерве того ж року. Новий шлюб тривав 10 років (до 2018 року).
Має трьох дітей. Старшу дочку Найке народила 1974 року від невідомого батька (стала акторкою та співачкою й носить прізвище матері). Дочку Кароліну та сина Факінетті народила від другого шлюбу з Федеріко Факінетті, обоє також стали акторами. Є буддисткою.

## Фільмографія

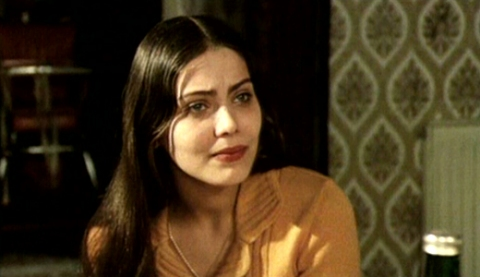
Орнелла Муті у фільм «Народний роман» (1974)

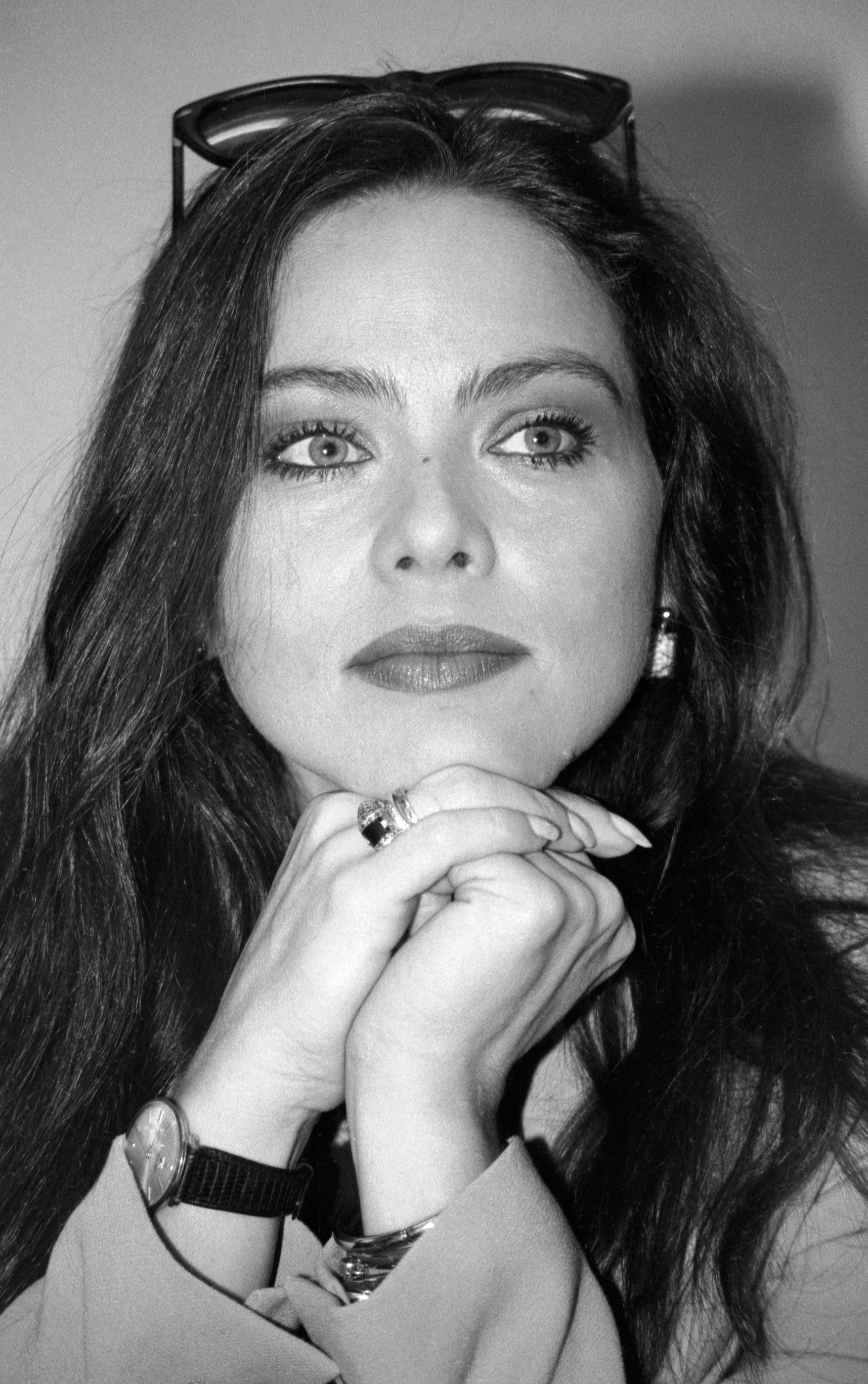
Орнелла Муті у 1995 році

### Кінофільми
| Рік  |    | Українська назва                        | Оригінальна назва                       | Роль                 |
| ---- | -- | --------------------------------------- | --------------------------------------- | -------------------- |
| 1970 | ф  | Найвродливіша дружина                   | La moglie più bella                     | Франциска Чімароза   |
| 1971 | ф  | Сонце в шкірі                           | Il sole nella pelle                     | Ліза                 |
| 1971 | ф  | Оазис страху                            | Oasis of Fear                           | Інгрід С'йоман       |
| 1972 | ф  | Fiorina la vacca                        | Fiorina la vacca                        | Тереза               |
| 1972 | ф  | Будинок голубів                         | The House of the Doves                  | Сандра Руво          |
| 1973 | ф  | The Sensual Man                         | The Sensual Man                         | Джованна             |
| 1973 | ф  | The Nun and the Devil                   | The Nun and the Devil                   | Сестра Ізабелла      |
| 1974 | ф  | Народний роман                          | Romanzo popolare                        | Вінченціна Ротунно   |
| 1974 | ф  | Аппассіоната                            | Appassionata                            | Юджинія Рутеллі      |
| 1974 | ф  | Italian Graffiti                        | Italian Graffiti                        | Сантудза Морано      |
| 1975 | ф  | Mistress of the Devil                   | Mistress of the Devil                   | Катрін               |
| 1975 | ф  | La Joven casada                         | La Joven casada                         | Каміно               |
| 1976 | ф  | Остання жінка                           | La Dernière femme                       | Валері               |
| 1976 | ф  | Pure as a Lily                          | Pure as a Lily                          | Лучія Мантузо        |
| 1976 | ф  | Агнеса помирає                          | L'Agnese va a morire                    | епізод               |
| 1977 | ф  | Нові чудовиська                         | I nuovi mostri                          | господиня            |
| 1977 | ф  | Кімната єпископа                        | La Stanza Del Vescovo                   | Матільда Скрозаті    |
| 1977 | ф  | Смерть негідника                        | Mort d'un pourri                        | Валері               |
| 1978 | ф  | Ritratto di borghesia in nero           | Ritratto di borghesia in nero           | Елена Мадзаріні      |
| 1978 | ф  | Eutanasia di un amore                   | Eutanasia di un amore                   | Уззена               |
| 1978 | ф  | Primo amore                             | Primo amore                             | Рената Мадзетті      |
| 1979 | ф  | Життя прекрасне                         | Life Is Beautiful                       | Марія                |
| 1979 | ф  | Неаполітанський детектив                | Giallo napoletano                       | Лучія Наварро        |
| 1980 | ф  | Приборкання норовливого                 | Il Bisbetico Domato                     | Ліза Сільвестрі      |
| 1980 | ф  | Флеш Гордон                             | Flash Gordon                            | Принцеса Аура        |
| 1981 | ф  | Шалено закоханий                        | Madly in Love                           | Принцеса Крістіна    |
| 1981 | ф  | Історія звичайного божевілля            | Tales of Ordinary Madness               | Касс                 |
| 1981 | ф  | Ніхто не ідеальний                      | Nessuno è perfetto                      | Шанталь              |
| 1982 | ф  | Бонні і Клайд по-італійськи             | Bonnie e Clyde all'italiana             | Розетта Фоскіні      |
| 1982 | ф  | Дівчина з Трієста                       | La ragazza di Trieste                   | Ніколь               |
| 1983 | ф  | Бідний багатій                          | Un povero ricco                         | Марта Наннудзі       |
| 1984 | ф  | Кохання Свана                           | Un amour de Swann                       | Одетт                |
| 1984 | ф  | Майбутнє за жінкою                      | Il futuro è donna                       | Мальвіна             |
| 1985 | ф  | У всьому винні небеса                   | Tutta colpa del paradiso                | Селеста Рівеллі      |
| 1986 | ф  | Універмаги                              | Grandi magazzini                        | Луїза                |
| 1986 | ф  | Зачарований                             | Stregati                                | Анна                 |
| 1987 | ф  | Хроніка передбачуваної смерті           | Chronicle of a Death Foretold           | Анджела Вікаріо      |
| 1987 | ф  | Я і моя сестра                          | Io e mia sorella                        | Сільвія П'єрджентілі |
| 1988 | ф  | Codice privato                          | Codice privato                          | Анна                 |
| 1988 | ф  | Il frullo del passero                   | Il frullo del passero                   | Сільвана             |
| 1989 | ф  | Wait Until Spring, Bandini              | Wait Until Spring, Bandini              | Марія                |
| 1989 | ф  | 'годин                                  | 'O Re                                   | Королева Марія Софія |
| 1990 | ф  | Captain Fracassa's Journey              | Captain Fracassa's Journey              | Серафіна             |
| 1990 | тф | A Season of Giants                      | A Season of Giants                      | Онорія               |
| 1990 | ф  | Stasera a casa di Alice                 | Stasera a casa di Alice                 | Аліса                |
| 1991 | ф  | Оскар                                   | Oscar                                   | Софія Проволоне      |
| 1991 | ф  | Especially on Sunday                    | Especially on Sunday                    | Анна                 |
| 1991 | ф  | Граф Макс                               | Count Max                               | Ізабелла Монтіньйон  |
| 1992 | ф  | Одного разу, порушивши закон            | Once Upon a Crime                       | Елена Мороско        |
| 1993 | ф  | Двомовний коханець                      | The Bilingual Lover                     | Норма Валенті        |
| 1996 | ф  | Stella's Favor                          | Stella's Favor                          | Стелла               |
| 1998 | тф | The Count of Monte Cristo               | The Count of Monte Cristo               | Мерседес Ігвалада    |
| 1999 | ф  | Dirty Linen                             | Dirty Linen                             | Бруна                |
| 2000 | ф  | Jet Set                                 | Jet Set                                 | Камілла              |
| 2000 | ф  | Tierra del Fuego                        | Tierra del Fuego                        | Арменія              |
| 2001 | ф  | Остання втеча                           | Last Run                                | Денні                |
| 2001 | ф  | Завтра                                  | Tomorrow                                | Стефанія Дзеренгі    |
| 2001 | ф  | Готель                                  | Hotel                                   | Епізод               |
| 2002 | ф  | Après la vie                            | Après la vie                            | Сесіль Косте         |
| 2002 | ф  | Cavale                                  | Cavale                                  | Сесіль Косте         |
| 2002 | ф  | Un couple épatant                       | Un couple épatant                       | Жанна Ріве           |
| 2004 | ф  | The Heart Is Deceitful Above All Things | The Heart Is Deceitful Above All Things | Бабуся               |
| 2004 | ф  | Di que sí                               | Di que sí                               | Епізод               |
| 2006 | ф  | Розслідування                           | The Inquiry                             | Марія Магдалина      |
| 2006 | ф  | Веселі і засмаглі                       | Friends Forever                         | Грацієлла            |
| 2007 | ф  | Civico zero                             | Civico zero                             | Ніна                 |
| 2012 | ф  | Римські пригоди                         | To Rome with Love                       | Піа Фусарі           |
| 2016 | ф  | Checkmate                               | Checkmate                               | Пенурі               |
| 2018 | ф  | Magical Nights                          | Magical Nights                          | Федеріка             |

### Телефільми

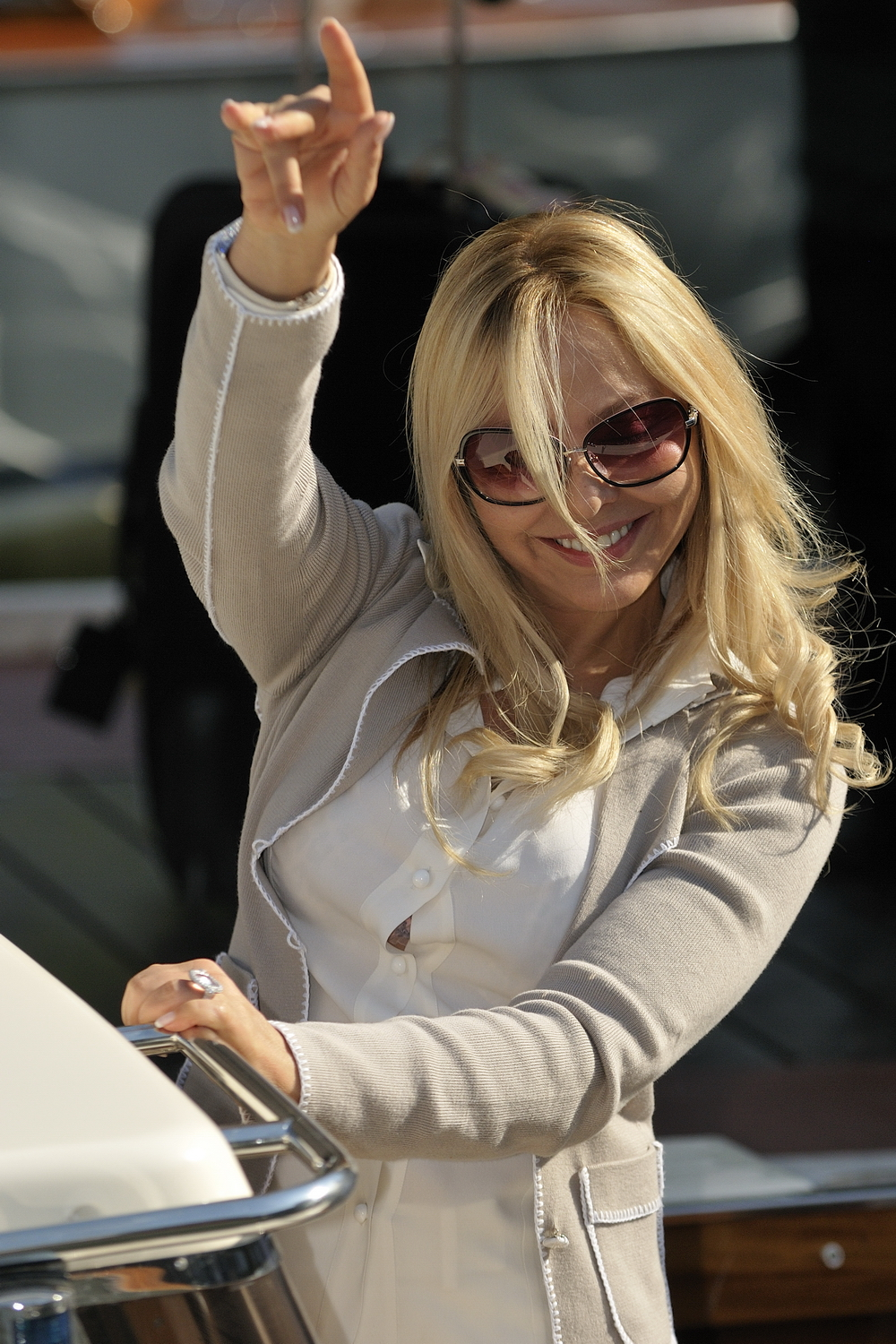
Орнелла Муті на Венеціанському кінофестивалі у 2009 році

- Il veneziano — Vita e amori di Giacomo Casanova (Casanova), режисер Саймон Ленгтон — теле-мінісеріал (1986)
- La primavera di Michelangelo (A Season of Giants), режисер Джеррі Лондон — теле-мінісеріал (1989)
- Il grande Fausto, режисер Альберто Сіроні — теле-мінісеріал (1995)
- L'avvocato Porta — телесеріал (1997)
- Il conte di Montecristo (Le Comte de Monte Cristo), режисер Джозі Даян — теле-мінісеріал (1998)
- Ester, режисер Раффаеле Мертес — теле-мінісеріал (1999)
- Un colpo al cuore, режисер Алессандро Бенвенуті — телефільм (1999)
- Lo zio d'America — телесеріал, 8 епізод (2002)
- La bambina dalle mani sporche, режисер Ренцо Мартінеллі — телефільм (2005)
- Ma chi l'avrebbe mai detto, режисер Джуліана Гамба і Алессіо Інтуррі — теле-мінісеріал (2006)
- Il sangue e la rosa, режисер Сальваторе Сампері — теле-мінісеріал (2008)
- Doc West — La sfida, режисер Джуліо Базе — теле-мінісеріал (2009)
- Deep, режисер Жан-Франсуа Жульєн — теле-мінісеріал (2016)
- Sirene — телесеріал (2017)

## Театр
- L'Ebreo, Джованні Клементі, поставновка Енріко Марії Ламанни (2010)
- La Governante Вітальяно Бранчаті, постановка Гульєльмо Ферро (2018/2019)

## Телебачення
- Premiatissima '84 (Canale 5, 1984) співведуча
- Festival di Sanremo (Rai1, 2022) співведуча

## Нагороди

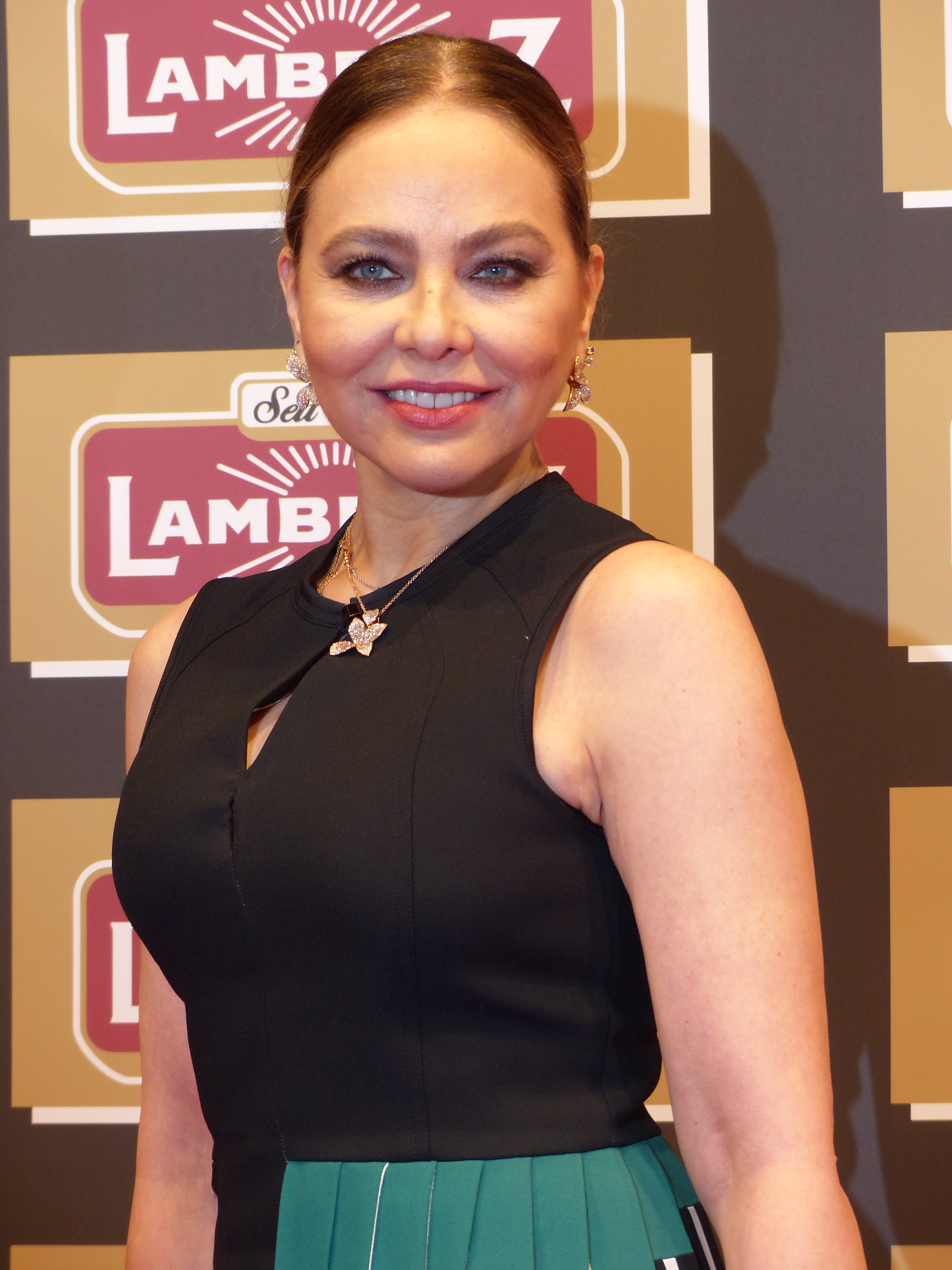
Орнелла Муті у 2016 році

- Давид ді Донателло
  - 1976 — Золота пластина за всі ролі
  - 1982 — номінація на найкращу головну жіночу роль у фільмі «Історія звичайного божевілля».
  - 1988 — номінація на найкращу жіночу роль у фільмі «Я і моя сестра».
  - 1989 — номінація на найкращу жіночу роль у фільмі «Приватний код».
- Венеціанський кінофестиваль
  - 1988 — Премія Пазінетті для акторок за фільм «Приватний код».
- Європейський кіноприз
  - 1988 — номінація на найкращу жіночу роль у фільмі «Приватний код».
- Срібна стрічка
  - 1977 — номінація на найкращу головну жіночу роль у фільмі «Остання жінка».
  - 1988 — найкраща жіноча роль у фільмі «Я і моя сестра».
  - 1989 — найкраща головна жіноча роль у фільмі «Приватний код».
  - 1990 — номінація на найкращу жіночу роль у фільмі «Чекай весни, Бандіні».
  - 2001 — номінація на найкращу жіночу роль другого плану за фільм «Завтра».
- Золотий кубок
  - 1970 — найкраща дебютна акторка за фільм «Найкрасивіша дружина».
  - 1979 — найкраща жіноча роль у фільмі «Перше кохання».
  - 1998 — нагорода за життєві досягнення
- Золотий глобус
  - 1982 — найкраща жіноча роль у фільмі «Ніхто не ідеальний».
  - 1988 — найкраща акторка за фільм «Я і моя сестра».
  - 2007 — премія за життєві досягнення
- Золота хлопавка
  - 1988 — найкраща жіноча роль у фільмі «Я і моя сестра»
  - 1989 — найкраща головна жіноча роль у фільмі «Приватний код»
  - 2018 — спеціальна нагрода за серіал «Сирени»

## Італійське озвучування
- Вітторія Феббі в La stanza del vescovo, Primo amore, Come una rosa al naso
- Мікаела Ездра в Un solo grande amore, Un posto ideale per uccidere
- Роззелла Ідзо в Fiorina la vacca, Appassionata
- Лоретта Годжі в La moglie più bella
- Валерія Рокко в Romanzo popolare
- Мікаела Піньятеллі в L'ultima donna
- Роберта Греджанті в Compromesso d'amore

## Дискографія

### EP
- «รักนี้สีเลือด/Oasis Of Fear» (дует з Бруно Лаудзі)

### Сингли
- 1971 — «Delusione»
- 1986 — «Grandi Magazzini/Heppinesse» (спільно з: Енріко Монтезано, Паоло Вілладжо, Мікеле Плачідо, Ренато Поццетто, Крістіан Де Сіка, Массімо К'яварро, Ніно Манфреді, Лаура Антонеллі, Массімо Больді, Ліно Банфі)
- 1988 — «Then There Was You/Theme For Ornella»

### Співпраця
- 2013 — Муті з Александра Даміана, Axer, Nayked у «Queen Of The Dancefloor»

## Відзнаки
- Командор Ордена За заслуги перед Італійською Республікою — Рим, 2 червня 1995[42].